# Снина
Сни́на (словац. Snina, укр. Сніна, венг. Szinna) — небольшой город на востоке Словакии на границе с Украиной, лежащий при впадении реки Пчолинка в реку Цироха. С юга и востока город окружён горными массивами Вигорлат и Буковске Врхи. В Снинском районе лежит самый восточный населённый пункт Словакии — Нова Седлица.
Вероятно, Снину основали в XIV веке русины, пришедшие из Галиции. Первое упоминание о поселении относится к 1364. Тогда Снина принадлежала дворянскому роду Другетов.
В XIX веке на край обрушиваются эпидемии и неурожаи. Население в поисках лучшей жизни массово эмигрировало в США и Канаду.
В 1930-е началась индустриализация Снины, которая улучшила условия жизни в городе и районе.
Особенностью Снины является наличие многочисленной православной (21 %) и униатской (22 %) общин.

## Население
| Год:                | 1994   | 2004    | 2014    | 2024     |
| ------------------- | ------ | ------- | ------- | -------- |
| Количество человек: | 20 603 | 21 328  | 20 294  | 17 879   |
| Разница:            |        | +3,51 % | −4,84 % | −11,90 % |

## Достопримечательности
- Дворец